# Pusher III
Pusher III (bra: Pusher 3 ou Pusher III - O Anjo da Morte) é um filme dinamarquês de 2005 escrito e dirigido por Nicolas Winding Refn.
Esse filme é a terceira e última parte da trilogia Pusher do cineasta Nicolas Winding Refn, retratando a vida de criminosos em Copenhagen.

## Sinopse
Quando Milo, um influente traficante, tem um problema com o seu carregamento de heroína, procura a ajuda de seu velho amigo Radovan.